# Registered Trade Mark
Registered Trade Mark oder Registered Trademark (englisch, wörtlich für „eingetragene Handelsmarke“) sowie abgekürzt ® oder (R) ist im Markenrecht des angloamerikanischen Rechtskreises sowie von Staaten, die sich diesem Recht angeschlossen haben, der Fachbegriff für eine registrierte Warenmarke oder Dienstleistungsmarke.
Waren- und Dienstleistungsmarken, die in einem (zumindest nationalen) Markenverzeichnis dieses Rechtskreises amtlich registriert sind, dürfen mit dem Registriert-Zeichen gekennzeichnet werden, was ihnen den vollen Markenschutz bestätigt.